# Raiffeisen Superliga 2014/15
Die Raiffeisen Superliga 2014/15 war die 69. Saison der höchsten kosovarischen Spielklasse im Männerfußball. Sie begann am 16. August 2014 und endete im Juni 2015.
Titelverteidiger war der KF Kosova Vushtrri.

## Mannschaften
| Verein             | Stadt              | Stadion                       | Kapazität |
| ------------------ | ------------------ | ----------------------------- | --------- |
| KF Besa            | Peć                | Stadiumi Shahin Haxhiislami   | 08.500    |
| KF Drenica         | Skënderaj          | Stadiumi Bajram Aliu          | 03.000    |
| KF Drita           | Gjilan             | Stadiumi i qytetit            | 15.000    |
| KF Ferizaj         | Ferizaj            | Stadiumi Ismet Shabani        | 05.000    |
| KF Feronikeli      | Gllogoc            | Stadiumi i Futbollit          | 02.000    |
| KF Hajvalia        | Hajvalia           | Stadiumi i Hajvalis           | 01.000    |
| KF Istogu          | Istog              | Stadiumi Demush Mavraj        | 06.000    |
| KF Kosova Vushtrri | Vushtrria          | Stadiumi Ferki Aliu           | 05.000    |
| FC Prishtina       | Priština           | Priština-Stadion              | 16.200    |
| KF Trepça          | Kosovska Mitrovica | Stadiumi Olympik Adem Jashari | 29.000    |
| KF Trepça’89       | Kosovska Mitrovica | Stadiumi Riza Lushta          | 07.000    |
| KF Vëllaznimi      | Gjakova            | Stadiumi i Qytetit            | 06.000    |

## Abschlusstabelle
| Pl. | Verein                 | Sp. | S  | U  | N  | Tore    | Diff. | Punkte |
| --- | ---------------------- | --- | -- | -- | -- | ------- | ----- | ------ |
| 1.  | KF Feronikeli (C)      | 33  | 19 | 10 | 4  | 051:250 | +26   | 67     |
| 2.  | KF Besa                | 33  | 20 | 6  | 7  | 051:370 | +14   | 66     |
| 3.  | FC Prishtina           | 33  | 15 | 11 | 7  | 043:280 | +15   | 56     |
| 4.  | KF Hajvalia            | 33  | 15 | 9  | 9  | 046:320 | +14   | 54     |
| 5.  | KF Kosova Vushtrri (M) | 33  | 13 | 11 | 9  | 036:270 | +9    | 50     |
| 6.  | KF Trepça’89           | 33  | 12 | 12 | 9  | 052:360 | +16   | 48     |
| 7.  | KF Drenica             | 33  | 12 | 8  | 13 | 039:350 | +4    | 44     |
| 8.  | KF Istogu (N)          | 33  | 12 | 7  | 14 | 041:450 | −4    | 43     |
| 9.  | KF Drita               | 33  | 10 | 9  | 14 | 030:380 | −8    | 39     |
| 10. | KF Vëllaznimi (N)      | 33  | 8  | 10 | 15 | 024:380 | −14   | 34     |
| 11. | KF Ferizaj             | 33  | 5  | 6  | 22 | 022:550 | −33   | 21     |
| 12. | KF Trepça              | 33  | 4  | 7  | 22 | 018:570 | −39   | 19     |

Platzierungskriterien: 1. Punkte – 2. Tordifferenz – 3. geschossene Tore

| (M) | amtierender kosovarischer Meister     |
| (C) | amtierender kosovarischer Pokalsieger |
| (N) | Neuaufsteiger der letzten Saison      |